# 百联又一城
百联又一城是位於中國上海市楊浦區五角場的一個商場。建筑面积12.6万平方米，由ARQ建筑设计事务所设计。百联又一城由南区、北区和中庭组成，有12个营业楼层，地上9层，地下3层。
2007年1月26日，百联又一城開業。2021年，百联又一城启动外立面改造。